# Ahram
Ahram (persiska: اهرم) är en kommunhuvudort i Iran.   Den ligger i provinsen Bushehr, i den centrala delen av landet, 800 km söder om huvudstaden Teheran. Ahram ligger 63 meter över havet och antalet invånare är 12 182.
Terrängen runt Ahram är varierad.Runt Ahram är det ganska glesbefolkat, med 30 invånare per kvadratkilometer. Ahram är det största samhället i trakten. Trakten runt Ahram är ofruktbar med lite eller ingen växtlighet.